# Áo Bát Nhã

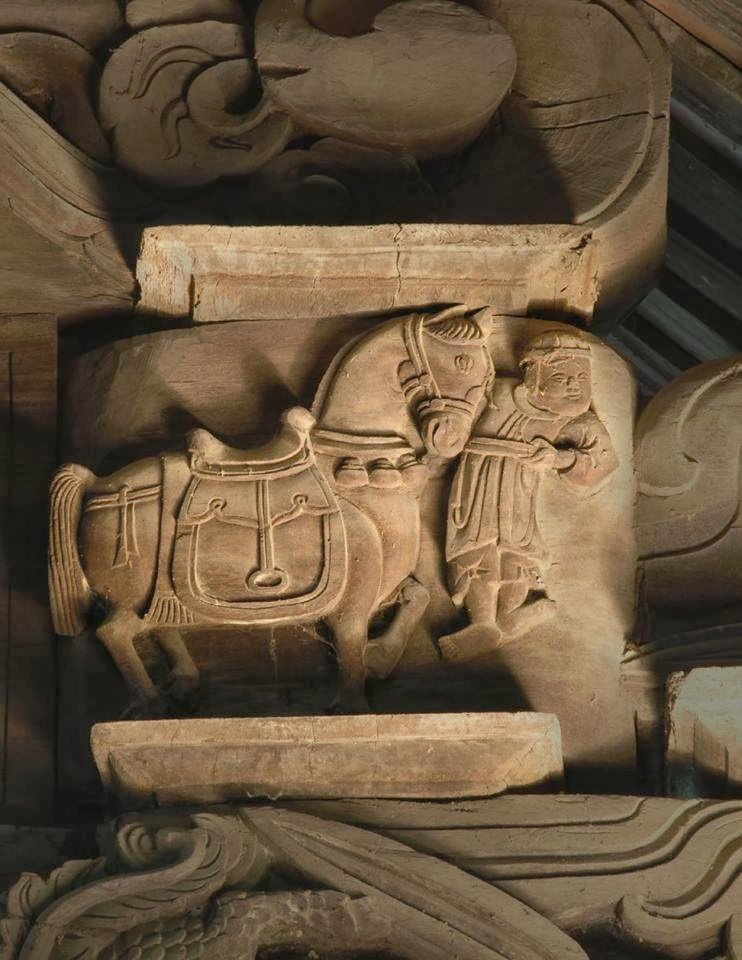
Quản ngựa mặc áo Bát Nhã, đình Hoành Sơn, thế kỉ XVIII

Áo Bát Nhã (chữ Hán: 八[衤雅]), còn gọi là áo chạy ngựa, Mã Quái, Mã Khố là một kiểu áo cổ tròn, xẻ tà hai bên và phía sau, được sử dụng từ trước thế kỉ XVIII. Ban đầu được dùng làm áo chuyên dụng để đi ngựa, về sau phổ biến ra ngoài dân gian. Các kiểu áo cánh vạt hò cổ trịt, áo cánh cổ trịt dùng phổ biến trong đời sống ở thế kỉ XIX - XX cũng có hình dáng, cấu tạo tương đồng với Bát Nhã nhưng ngắn và nhỏ hơn.